# Andre Jackson Jr.
Pour les articles homonymes, voir Jackson.
Andre Terrell Jackson Jr., né le 13 novembre 2001 à Amsterdam dans l'État de New York, est un joueur américain de basket-ball. Il évolue aux postes d'arrière et ailier.

## Biographie

### Carrière universitaire
Entre 2020 et 2023, il joue pour les Huskies du Connecticut à l'université du Connecticut.

### Carrière professionnelle
Il est choisi en 36e position par le Magic d'Orlando, pour les Bucks de Milwaukee, lors de la draft 2023 de la NBA.

## Palmarès

### Universitaire
- Champion NCAA en 2023

## Statistiques
gras = ses meilleures performances

### Universitaires
| Saison    | Équipe      | Matchs | Titul. | Min./m | % Tir | % 3pts | % LF | Rbds/m. | Pass/m. | Int/m. | Ctr/m. | Pts/m. |
| --------- | ----------- | ------ | ------ | ------ | ----- | ------ | ---- | ------- | ------- | ------ | ------ | ------ |
| 2020-2021 | Connecticut | 16     | 2      | 15,9   | 41,0  | 11,8   | 90,0 | 2,88    | 1,56    | 0,44   | 0,25   | 2,69   |
| 2021-2022 | Connecticut | 33     | 32     | 29,0   | 42,6  | 36,1   | 71,4 | 6,82    | 3,09    | 1,15   | 0,61   | 6,76   |
| 2022-2023 | Connecticut | 36     | 28     | 29,1   | 43,2  | 28,1   | 64,6 | 6,19    | 4,69    | 1,08   | 0,50   | 6,67   |
| Carrière  | Carrière    | 85     | 62     | 26,6   | 42,8  | 29,3   | 70,2 | 5,81    | 3,48    | 0,99   | 0,49   | 5,95   |